# Михайло Ганько
Михайло (Міхась) Ганько (біл. Міхась Ганько; 28 лютого 1918, Каледіно, Вілейський повіт, Віленська губернія — ?) — білоруський політик-націоналіст, в роки Другої світової війни — глава Союзу білоруської молоді, десантник батальйону «Дальвіц».

## Біографія
Народився 28 лютого 1918 року в селі Каледіно (нині Молодечненский район, Мінська область, Республіка Білорусь).
У 1938—1939 рр. — навчався на медичному факультеті Віленського університету.
У 1939—1941 рр. — директор Лужковської неповної середньої школи в Молодечненському районі.
У червні 1941 року мобілізований до лав Червоної армії.
У листопаді 1941 року потрапив в полон, звільнений за клопотанням Ф. Акінчица.
З 1942 р — у відділі пропаганди Генерального комісаріату Білорусь.
У червні 1943 р був легалізований Союз Білоруської Молоді, створений в 1942 році Надією Абрамовою. 22 червня 1943 року Ганько призначений начальником Головного штабу СБМ. Також став головним редактором журналу «Живе Білорусь».
Учасник 2-го Всебілоруського конгресу.
У липні 1944 року покинув територію Білорусі, перебував у Німеччині. Служив офіцером-пропагандистом в білоруському батальйоні «Дальвітц», редагував журнал «Змагар».
В початку 1945 року вступив до лав Білоруської Незалежницької Партії (БНП).
Подальша доля невідома. За однією версією, брав участь в післявоєнному антирадянському партизанському русі й загинув. Також є припущення, що він загинув в травні 1945 року, під час боїв за Прагу.

## Нагороди
- Відзнака для східних народів 2-го класу в сріблі